# Arthur Conley
Arthur Lee Conley (4 de enero de 1946 – 17 de noviembre de 2003) fue un cantante estadounidense de música soul, especialmente conocido por su éxito de 1967, "Sweet Soul Music".

## Biografía
Conley nació en McIntosh County, Georgia, y cfreció en la ciudad de Atlanta. Realizó sus primeras grabaciones como vocalista principal de Arthur & the Corvets. Con esta formación publicó tres sencillos entre 1963 y 1964, "Poor Girl", "I Believe", y "Flossie Mae", todos con el sello discográfico de Atlanta, NRC Records.
En 1964, cambió de discográfica y publicó con el sello Ru-Jac Records "I'm a Lonely Stranger". Cuando Otis Redding escuchó la grabación, le pidió que grabara una nueva versión para Jotis Records, el sello del que Redding era propietario.  Conley se unió Redding en 1967 para reescribir la canción de Sam Cooke "Yeah Man" convirtiéndola en "Sweet Soul Music", que fue grabada en los FAME studios de Muscle Shoals, Alabama y publicada por Atco Records. El sencillo tuvo un enorme éxito, alcanzando el número 2 de las listas de éxitos de Estados Unidos y entrando en la lista de los diez más populares en varios países de Europa. "Sweet Soul Music" vendió más de un millón de copias y fue certificado disco de oro.
Tras encadenar numerosos sencillos de éxito a comienzos de los años 70, a mediados de la década se estableció en Europa, primero en Londres y a partir de 1977 en Ámsterdam. A comienzos de 1980 realizó una serie de actuaciones de éxito bajo el nombre de Lee Roberts and the Sweaters en Ganzenhoef, Paradiso, De Melkweg y el Concertgebouw. A finales de ese mismo año se estableció en la localidad holandesa de Ruurlo y cambió legalmente su nombre a Lee Roberts, combinando su segundo nombre con el apellido de soltera de su madre. Se dedicó a la promoción musical a través de su compañía Art-Con Productions. Una grabación de Lee Roberts & the Sweaters realizada en vivo el 8 de enero de 1980 fue lanzada como álbum, bajo el título de Soulin en 1988.
Conley era gay, y de acuerdo con numerosos críticos musicales, su carrera en Estados Unidos se vio obstaculizada debido a su homosexualidad, motivo por el que se mudó a Europa y cambió su nombre. En 2014, el historiador de rock Ed Ward escribió, "[Conley] se dirigió a Amsterdam y cambió su nombre a Lee Roberts. Nadie conocía a 'Lee Roberts,' y finalmente Conley pudo vivir en paz con el secreto que había estado escondiendo, o tratando de hacerlo, durante toda su carrera: era gay. Pero a nadie en Holanda le importaba."
Conley falleció a los 57 años de edad debido a un cáncer colorrectal en Ruurlo, en noviembre de 2003.

## Grabaciones
- "Aunt Dora's Love Soul Shack", 1968
- "Burning Fire" 1968
- "Baby, What You Want Me To Do"
- "Day-O", 1969, canción folk de Jamaica grabada por Harry Belafonte
- "Flossie Mae", 1963, como Arthur & the Corvets
- "Funky Street", 1968, #5 R&B, #14 pop
- "God Bless", 1970, Top 40 R&B
- "Ha Ha Ha"
- "I Believe", 1963, como Arthur & the Corvets
- "I Can't Stop (No, No, No)", 1966, escrita por Dan Penn
- "I Got A Feeling"
- "I'm a Lonely Stranger", 1964, regrabada en solitario en 1965
- "I'm Living Good", 1971–1974
- "It's So Nice [When It's Someone Else's Wife]", 1971–1974
- "Is That You Love"
- "Let's Go Steady", cara B de "Sweet Soul Music"
- "Ob-La-Di, Ob-La-Da", 1968, #51 pop, #41 R&B, versión del tema de The Beatles con el guitarrista Duane Allman
- "One Night Is All I Need"
- "Otis Sleep On", 1968
- "People Sure Act Funny", 1968, Top 20 R&B
- "Poor Girl", 1963, como Arthur & the Corvets
- "Put Our Love Together", cara B de "Funky Street" producida por Tom Dowd
- "Rita", 1971–1974
- "Run On", 1968
- "Shake, Rattle and Roll", 1967, #31 pop, #20 R&B
- "Shing-A-Ling"
- "Something You Got"
- "Speak Her Name", con el guitarrista Duane Allman.
- "Star Review", 1969, con Tom Dowd, escrita por Allen Toussaint
- "Stuff You Gotta Watch", con Duane Allman.
- "Sweet Soul Music", 1967, coescrita con Otis Redding, #2 R&B, #2 pop
- "Take A Step"
- "Take Me (Just as I Am)", 1966-1967(?)
- "That Can't Be My Baby"
- "Walking on Eggs", 1971–1974
- "Who's Foolin' Who", 1966
- "Whole Lotta Woman", 1967, #73 pop
- "Wholesale Love"